# Barneystrombus kleckhamae
Barneystrombus kleckhamae is een slakkensoort uit de familie van de Strombidae. De wetenschappelijke naam van de soort is voor het eerst geldig gepubliceerd in 1971 door Cernohorsky.